# Elizabeth Montagu
Elizabeth Montagu (York, 2 ottobre 1718 – Londra, 25 agosto 1800) è stata una letterata e mecenate inglese, fondatrice con Elizabeth Vesey del Circolo delle Blue Stockings.

## Biografia
Elizabeth nacque nello Yorkshire da Matthew Robinson ed Elizabeth Drake. La famiglia apparteneva all'alta società inglese.
Fra i numerosi fratelli fu particolarmente legata alla sorella Sarah Scott, la futura scrittrice.
Di intelligenza pronta e curiosa, Elizabeth imparò il latino, il francese, l'italiano ed ebbe un profondo interesse per la letteratura.
Spiritosa, arguta, aveva un temperamento vivace, il che le valse il soprannome di "fidget" (irrequieta): era con questo nomignolo che la chiamava affettuosamente l'amica Lady Margaret Cavendish Harley nelle sue lettere.
Elizabeth conobbe Lady Margaret (futura duchessa di Portland, una delle donne più ricche e colte d'Inghilterra, esperta di botanica, in contatto con i più bei nomi della cultura del suo tempo) durante i soggiorni con la sua famiglia nel Cambridgeshire.
Nella residenza di Lady Margaret, a Wimpole, nacque tra la sedicenne aristocratica e l'undicenne Elizabeth una profonda amicizia, coltivata nel tempo attraverso un costante e fitto scambio di lettere.
Elizabeth credeva nell'indipendenza delle donne e aveva una visione disincantata dell'amore.
In una lettera destinata a Lady Margaret, datata novembre 1738, scriveva: "Ora ti dirò il tipo di uomo che desidero... Egli dovrebbe avere molto tatto e prudenza per guidarmi ed istruirmi, humour per divertirmi, bell'aspetto per piacermi, buon carattere per indulgermi verso il giusto e riprendermi gentilmente se sono in errore; denaro a sufficienza per permettermi quello che desidero; costanza nel volermi per tutto il tempo in cui staremo insieme, così come fanno tutti, anche quando il mio viso sarà solcato dai segni dell'età. Dopodiché, mi aspetterei solo educazione e correttezza nella stanza dell'amore. ...Quando troverò tutte queste cose in un uomo, al di là della triviale considerazione del denaro, puoi aspettarti di vedermi rinunciare alla semplice tranquillità di cui godo ora, per una prospettiva di felicità. Perché sono, come Pigmalione, innamorata di un'immagine che mi sono creata, ma di cui non ho ancora visto l'originale nella realtà." 
Riguardo al matrimonio, Elizabeth aveva la convinzione che rappresentasse solo un fatto di posizione sociale e convenienza.
Nel 1742 sposò Edward Montagu, nipote del 2º Conte di Sandwich, ricco proprietario di miniere di carbone e di numerose proprietà nel Northumberland.
Elizabeth aveva 22 anni, il marito 55.
Nel 1743 nacque l'unico figlio della coppia, John, che morirà l'anno successivo.
La morte del piccolo sconvolse Elizabeth; questo episodio tragico la avvicinò gradualmente ad una sentita religiosità.
A partire dal 1750 la coppia prese la consuetudine di passare l'inverno nella residenza di Londra, in Mayfair e di trascorrere la bella stagione in quella di Sandleford, nel Berkshire.
Occasionalmente, Elizabeth accompagnava il marito nel Northumberland, sede degli affari di famiglia, ma spesso compiva brevi viaggi per proprio conto.

## Salotto e vita letteraria
Nella dimora londinese di Hill Street, Elizabeth iniziò ad organizzare delle colazioni letterarie, in cui gli ospiti discutevano liberamente di arte e cultura.
Partecipavano letterati quali Gilbert West, Samuel Johnson, Edmund Burke, Horace Walpole (che nutriva una grandissima stima per Elizabeth).
Immancabile la presenza dell'affezionata amica Elizabeth Vesey.
Il Circolo delle Blue Stockings (il Circolo delle Calze Blu), così chiamato, divenne, a partire dal 1770, il primo salotto di Londra.
Grazie ad Elizabeth, alla sua influenza e ai suoi mezzi, il Circolo raccoglieva importanti pensatori e letterati e, nello stesso tempo, giovani scrittori (soprattutto donne) desiderosi di essere patrocinati da una personalità così autorevole.
Tra le scrittrici abituali frequentatrici del Circolo, si ricordano i nomi di Elizabeth Carter, Hannah More, Frances Burney e Hester Chapone.
Nel 1760 Elizabeth Montagu fu incoraggiata da George Lyttelton a scrivere alcuni brani per "I Dialoghi sulla Morte", una serie di dialoghi tra illustri personaggi morti e viventi dell'epoca; pretesto per una satira sulle vanità e i modi del XVIII secolo.
Elizabeth vi contribuì in forma anonima.
Nel 1769 pubblicò il "Saggio sugli scritti e il genio di Shakespeare". In questo lavoro, che fu molto apprezzato dai contemporanei, esaltò il poeta inglese indicandolo come il massimo scrittore di tutti i tempi, in aperta contraddizione con uno scritto sarcastico di Voltaire e in polemica anche con Samuel Johnson.
Elizabeth scrisse numerosissime lettere, parte delle quali furono raccolte e pubblicate postume in diversi volumi.
In numero di oltre 8000, le lettere sono conservate in diverse Biblioteche inglesi e americane.
Alla morte del marito, nel 1775, Elizabeth adottò il nipote Matthew (figlio del fratello), che era rimasto orfano.
Il ragazzo mantenne il cognome del padre, Robinson, ma divenne l'erede delle fortune dei Montagu.
Elizabeth, infatti, alla morte del marito ereditò enormi ricchezze che seppe amministrare con notevoli capacità.
Da sottolineare anche la sua generosità: garantì pensioni agli indigenti e patrocinò, aiutandoli anche economicamente, nuovi talenti.
Nel 1777 fece ampliare la residenza di Sandleford e chiamò il celebre Lancelot "Capability" Brown per la progettazione dei giardini.
Nello stesso periodo decise di dare l'avvio ai lavori per una nuova residenza in Portland Square, dove continuò ad ospitare le riunioni letterarie.
Il suo salotto era sempre frequentatissimo e ambito.
Hannah More la definì "una delle donne più brillanti nella conversazione e molto spiritosa", mentre Samuel Johnson si ritiene le abbia dato l'appellativo di "Queen of the Bluestockings" (Regina delle Bluestockings).
In una lettera a Mrs Vesey, Elizabeth Montagu scrisse: "Abbiamo vissuto con i più saggi, intelligenti e celebri uomini dei nostri tempi e con alcune delle migliori, colte ed istruite donne di ogni tempo".
Elizabeth Montagu morì il 25 agosto 1800 nella sua residenza londinese.